# Emanuela Abbadessa
 (3 octobre 2015).
Emanuela Ersilia Abbadessa (née à Catane le 4 août 1964) est une femme de lettres et essayiste italienne.

## Biographie
Titulaire d'un doctorat de lettres modernes obtenu à l'université de Catane avec une thèse sur la correspondance Zandonai-Maugeri (publiée sous ce titre dans Note su Note, IV, 4 décembre 1996), Emanuela Abbadessa s'est toujours occupée de musique à tous les niveaux, de l'organisation d'évènements musicaux  à l'enseignement. Elle a étudié le piano avec Carola De Felice et le chant artistique avec Gianni Iaia comme soprano lyrique. À partir de 2002, elle a enseigné l’histoire de la musique à la Faculté de Langues et de Littératures Étrangères de l'université de Catane jusqu'en 2005, date à laquelle elle s'est installée à Savone où elle vit et travaille actuellement.
Avec son premier roman, Capo Scirocco (Rizzoli, 2013) elle a remporté le prix Rapallo-Carige 2013, le Premio Letterario Internazionale Isola d'Elba R. Brignetti et est finaliste au Premio Alassio Centolibri - Un autore per l'Europa (it). Experte de Vincenzo Bellini, elle a travaillé à partir de 1990 avec la Fondation Bellini de Catane et au Musée Bellini de Catane. Elle collabore également avec le Théâtre Massimo Vincenzo-Bellini de Catane. Elle est l’auteur d’environ soixante-dix essais traitant de musicologie. Elle a également écrit pour des périodiques et des quotidiens, tels que La Repubblica (édition de Palerme).